# Ministre des Finances (Pakistan)

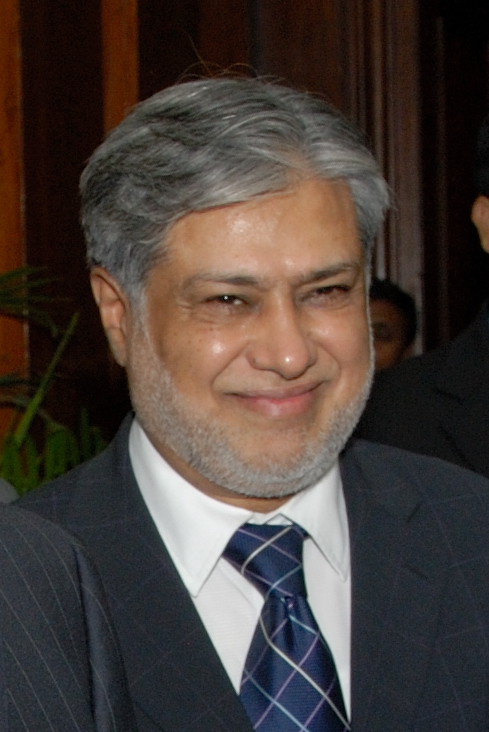
Ishaq Dar, ministre des Finances de 2013 à 2017.

Le ministre des Finances du Pakistan est le poste dédié à l'économie et aux finances au sein du gouvernement fédéral situé à Islamabad. 
C'est un poste stratégique au sein du pouvoir fédéral alors qu'il est chargé d'établir le budget de la nation en plus que sa stratégique économique. Ghulam Ishaq Khan est celui qui a occupé le plus longtemps ce poste, entre 1977 et 1985.

## Liste des ministres
| Nom                               | Début             | Fin               |
| --------------------------------- | ----------------- | ----------------- |
| Malik Ghulam Muhammad             | 15 août 1947      | 19 octobre 1951   |
| Chaudhry Muhammad Ali             | 24 octobre 1951   | 11 août 1955      |
| Syed Amjad Ali                    | 17 octobre 1955   | 7 octobre 1958    |
| Muhammad Shoaib                   | 15 novembre 1958  | 8 juin 1962       |
| Abdul Qadir                       | 9 juin 1962       | 15 décembre 1962  |
| Muhammad Shoaib                   | 15 décembre 1962  | 25 août 1966      |
| N M Uqaili                        | 25 août 1966      | 25 mars 1969      |
| Syed Mohammad Ahsan               | 5 avril 1969      | 3 août 1969       |
| Nawab Muzaffar Ali Khan Qizilbash | 4 août 1969       | 22 février 1971   |
| Mubashir Hassan                   | 24 décembre 1971  | 22 octobre 1974   |
| Rana Mohammad Hanif Khan          | 22 octobre 1974   | 28 mars 1977      |
| Abdul Hafeez Pirzada              | 30 mars 1977      | 5 juillet 1977    |
| Ghulam Ishaq Khan                 | 5 juillet 1977    | 21 mars 1985      |
| Mahbub ul Haq                     | 10 avril 1985     | 28 janvier 1986   |
| Mian Yasin Khan Wattoo            | 28 janvier 1986   | 29 mai 1988       |
| Mahbub ul Haq                     | 9 juin 1988       | 1er décembre 1988 |
| Benazir Bhutto                    | 4 décembre 1988   | 6 août 1990       |
| Sartaj Aziz                       | 6 août 1990       | 18 juillet 1993   |
| Syed Babar Ali                    | 23 juillet 1993   | 19 octobre 1993   |
| Benazir Bhutto                    | 26 janvier 1994   | 10 octobre 1996   |
| Naveed Qamar                      | 10 octobre 1996   | 5 novembre 1996   |
| Shahid Javed Burki                | 11 novembre 1996  | 17 février 1997   |
| Sartaj Aziz                       | 25 février 1997   | 6 août 1998       |
| Ishaq Dar                         | 6 novembre 1998   | 12 octobre 1999   |
| Shaukat Aziz                      | 6 novembre 1999   | 15 novembre 2007  |
| Salman Shah                       | 16 novembre 2007  | 25 mars 2008      |
| Ishaq Dar                         | 31 mars 2008      | 12 mai 2008       |
| Naveed Qamar                      | 12 mai 2008       | 8 octobre 2008    |
| Shaukat Tarin                     | 8 octobre 2008    | 22 février 2010   |
| Poste vacant                      | 22 février 2010   | 18 mars 2010      |
| Abdul Hafeez Shaikh               | 18 mars 2010      | 19 février 2013   |
| Saleem Mandviwalla                | 19 février 2013   | 7 juin 2013       |
| Ishaq Dar                         | 7 juin 2013       | 28 juillet 2017   |
| Miftah Ismail                     | 27 avril 2018     | 31 mai 2018       |
| Shamshad Akhtar                   | 5 juin 2018       | 18 août 2018      |
| Asad Umar                         | 20 août 2018      | 18 avril 2019     |
| Abdul Hafeez Shaikh               | 18 avril 2019     | 29 mars 2021      |
| Hammad Azhar                      | 29 mars 2021      | 16 avril 2021     |
| Shaukat Tarin                     | 17 avril 2021     | 11 avril 2022     |
| Miftah Ismail                     | 19 avril 2022     | 27 septembre 2022 |
| Ishaq Dar                         | 28 septembre 2022 | 10 août 2023      |
| Shamshad Akhtar                   | 17 août 2023      | 4 mars 2024       |
| Muhammad Aurangzeb                | 11 mars 2024      | en fonction       |